# Ferdinand Penker
Ferdinand Penker (Klagenfurt, 1950 – Farrach, 2014) è stato un pittore austriaco.

## Biografia
Ferdinand Penker ha studiato medicina e storia dell'arte a Graz. Dal 1977 al 1987 ha insegnato come professore presso l' Università della California a Davis .  Con il suo lavoro si è ripetutamente posto domande sull'arte contemporanea, in particolare sulla struttura e l'ordine, forma e spazio, oltre che linea e colore. Il suo metodo di lavoro era caratterizzato da blocchi di lavoro all'interno dei quali creava serie individuali e progressive che differivano solo leggermente.  Negli anni '90 ha ampliato questo modo di lavorare, con la tendenza ad una pittura minimalista, monocromatica e radicalmente decelerata, nello spazio. Il suo lavoro è generalmente assegnato all'influenza di idee costruttive e concrete, nonché della pittura americana dei campi di colore e dell'arte minimale .  Sia le tele che le opere su carta di Ferdinand Penker affrontano la pittura stessa, il processo di creazione e le diverse possibilità di percezione. 

## Alcune mostre
- 1981: Wiener Secession (A)
- 1984: "A Room With A View", KALA Institute, Berkeley, California (USA)
- 2000: 97-99 Sclater Street, Londra (GB)
- 2003: "A Murder of Crows", Buchprojekt, Landesmuseum Joanneum, Graz (A)
- 2006: "Obraselecta", NOSPACE, Casa Amarilla, San Jose, Costa Rica
- 2008: "45 Views of a Square", Machiya Bunka Center, Tokyo (JP); Artist's Lodge, Ratingen (D)
- 2010:Museum Moderner Kunst Kärnten, Klagenfurt (A)
- 2010: "Yamanote", Sclater Street Platform, Londra (GB)
- 2015: Galerie nächst St. Stephan, Vienna (A)
- 2015: "Ferdinand Penker Gedächtnis–Ausstellung", Museum der Wahrnehmung MUWA, Graz (A)
- 2018: Daniel Marzona, Berlino (D)